# Guillermo Torres
Guillermo Torres (Santiago de Chile, 21 de septiembre de 1909-26 de enero de 1985) fue un futbolista de Chile que jugó en la posición de delantero.

## Carrera

### Club
| Periodo   | Club                |
| --------- | ------------------- |
| 1933-1934 | Deportes Magallanes |
| 1935-1942 | Santiago Wanderers  |

### Selección nacional
Jugó para Chile en nueve ocasiones de 1936 a 1942 y anotó un gol; el cual fue en el empate 2-2 ante Perú en Buenos Aires por la Copa América 1937. Su retiro como futbolista fue en la Copa América 1942.

## Logros
- Primera División de Chile (2): 1933, 1934